# 르베그-스틸티어스 측도
측도론에서 르베그-스틸티어스 측도(Lebesgue-Stieltjes測度, 영어: Lebesgue–Stieltjes measure)는 어떤 함수의 ‘도함수’에 해당하는 측도이다. 이를 사용한 적분을 르베그-스틸티어스 적분(Lebesgue-Stieltjes積分, 영어: Lebesgue–Stieltjes integral)이라고 한다.

## 정의
다음 데이터가 주어졌다고 하자.
- 증가 함수 {\displaystyle g\colon \mathbb {R} \to \mathbb {R} }

그렇다면, 다음과 같은 외측도 {\displaystyle \mu _{g}}를 정의할 수 있다.
{\displaystyle \mu _{g}(S)=\inf \left\{\sum _{(c,d]\in {\mathcal {I}}}(g(d^{+})-g(c^{+}))\colon {\mathcal {I}}\in {\mathcal {P}}_{\leq \aleph _{0}}({\mathcal {C}}),\;S\subseteq \bigcup {\mathcal {I}}\right\}\qquad (S\in {\mathcal {B}}([a,b]))}
여기서
{\displaystyle {\mathcal {C}}=\left\{(c,d]\colon c,d\in \mathbb {R} ,\;c<d\right\}}
는 실수 반(半)열린구간들의 집합족이며,
{\displaystyle {\mathcal {P}}_{\leq \aleph _{0}}({\mathcal {C}})=\left\{{\mathcal {I}}\subseteq {\mathcal {C}}\colon |{\mathcal {I}}|\leq \aleph _{0}\right\}}
는 {\displaystyle [a,b]} 속의 가산 개의 반(半)열린구간들의 집합족들의 모임이며,
{\displaystyle g(x^{+})=\lim _{\epsilon \to 0^{+}}g(x+\epsilon )}
이다.
{\displaystyle {\mathcal {C}}}로 생성되는 시그마 대수 {\displaystyle \sigma ({\mathcal {C}})={\mathcal {B}}(\mathbb {R} )}는 실수선의 보렐 시그마 대수이다. 카라테오도리 확장 정리에 의하여, 이는 보렐 시그마 대수에 제한될 경우 측도를 이루며, 이를 {\displaystyle g}의 르베그-스틸티어스 측도라고 한다.:26, Definition 1.3.7 르베그-스틸티어스 측도에 대한 적분은 흔히 다음과 같이 표기한다.
{\displaystyle \int _{\mathbb {R} }f\;\mathrm {d} \mu _{g}=\int _{\mathbb {R} }f\;\mathrm {d} g}

### 고차원 르베그-스틸티어스 측도
우선, 임의의 집합 {\displaystyle X}에 대하여, 정수 계수 형식적 합의 공간
{\displaystyle \operatorname {Span} _{\mathbb {Z} }(X^{n})=k_{1}(x_{1,1},x_{2,1},\dots ,x_{n,1})+k_{2}(x_{1,2},x_{2,2},\dots ,x_{n,2})+\cdots +k_{p}(x_{1,1},x_{2,1},\dots ,x_{n,p})\qquad (x_{i,j}\in X,\;k_{j}\in \mathbb {Z} )}
을 생각하자. 임의의 함수 {\displaystyle g\colon X^{n}\to \mathbb {R} }를 위 공간으로 다음과 같이 확장할 수 있다.
{\displaystyle {\hat {g}}\colon \operatorname {Span} _{\mathbb {Z} }(X^{n})\to \mathbb {R} }
{\displaystyle {\hat {g}}\colon \sum _{i=1}^{p}k_{i}{\vec {x}}_{i}\mapsto \sum _{i=1}^{p}k_{i}g({\vec {x}}_{i})}
이 위에 다음과 같은 {\displaystyle \mathbb {Z} }-선형 연산자를 정의하자.
{\displaystyle \Delta _{i;b_{i}}\colon \operatorname {Span} _{\mathbb {Z} }(X^{n})\to \operatorname {Span} _{\mathbb {Z} }(X^{n})}
{\displaystyle \Delta _{i;b_{i}}\colon (a_{1},a_{2},\dotsc ,a_{n})\mapsto (a_{1},a_{2},\dotsc ,a_{i-1},b_{i},a_{i+1},\dots ,a_{n})-{\vec {a}}}
이제, 임의의 {\displaystyle {\vec {b}}\in X^{n}}에 대하여 다음과 같은 {\displaystyle \mathbb {Z} }-선형 연산자를 정의하자.
{\displaystyle \Delta _{\vec {b}}\colon \operatorname {Span} _{\mathbb {Z} }(X^{n})\to \operatorname {Span} _{\mathbb {Z} }(X^{n})}
{\displaystyle \Delta _{\vec {b}}=\Delta _{1;b_{1}}\circ \Delta _{2;b_{2}}\circ \dotsb \circ \Delta _{n;b_{n}}}
함수
{\displaystyle g\colon \mathbb {R} ^{n}\to \mathbb {R} }
가 임의의 {\displaystyle {\vec {a}},{\vec {b}}\in \mathbb {R} ^{n}}에 대하여 ({\displaystyle a_{i}\leq b_{i}\qquad \forall 1\leq i\leq n}) 다음 두 조건을 만족시킨다면, 분포 함수(영어: distribution function)라고 하자.
{\displaystyle g({\vec {b}})\geq g({\vec {a}})}
{\displaystyle {\hat {g}}\left(\Delta _{\vec {b}}({\vec {a}})\right)\geq 0}
이 경우, 위와 같은 {\displaystyle {\vec {a}},{\vec {b}}\in \mathbb {R} ^{n}}에 대하여 다음과 같은 (외)측도를 정의할 수 있다.
{\displaystyle \mu _{g}\left(\prod _{i=1}^{n}(a_{i},b_{i}]\right)=\lim _{{\vec {\epsilon }}\to 0^{+}}{\hat {g}}\left(\Delta _{{\vec {b}}+{\vec {\epsilon }}}({\vec {a}}+{\vec {\epsilon }})\right)}
이를 통해 마찬가지로 보렐 시그마 대수 {\displaystyle {\mathcal {B}}(\mathbb {R} ^{n})} 위에 르베그-스틸티어스 측도
{\displaystyle \mu _{g}\colon {\mathcal {B}}(\mathbb {R} ^{n})\to [0,\infty ]}
를 정의할 수 있다.:27–28, §1.3.3

## 예
항등 함수 {\displaystyle \mathbb {R} \to \mathbb {R} }, {\displaystyle x\mapsto x}의 르베그-스틸티어스 측도는 르베그 측도라고 한다.
함수
{\displaystyle g\colon x\mapsto {\begin{cases}0&x\leq 0\\x&x>0\end{cases}}}
를 생각하자. 이에 대한 르베그-스틸티어스 측도는 다음과 같다.
{\displaystyle \mu _{g}(S)=\mu _{g}(S\cap [0,\infty ))}
함수
{\displaystyle g\colon x\mapsto \alpha x}
를 생각하자 ({\displaystyle \alpha \geq 0}). 이에 대한 르베그-스틸티어스 측도는 다음과 같다.
{\displaystyle \mu _{g}(S)=\alpha \nu _{\text{L}}(S)}
여기서 {\displaystyle \nu _{\text{L}}}는 르베그 측도이다.

## 성질
정의에 따라, 임의의 유계 집합의 르베그-스틸티어스 측도는 유한하다.

## 역사
앙리 르베그와 토마스 요아너스 스틸티어스의 이름을 땄다.